# Prévision

Prévision de la population mondiale entre 1900 (1610 Mrd) et 2050 (9500 Mrd).

La prévision est une « étude générale d'une situation donnée, dont on peut, par déduction, calcul, mesure scientifique, connaître par avance l'évolution ; par extension, ce que l'on prévoit, ce qui est prévisible, ce que l'on juge devoir être ».
D'une façon générale, c'est la science de la description de l'avenir[réf. nécessaire]. Dans un sens plus restrictif, en épistémologie contemporaine, la prévision se distingue de la prédiction, qui est issue d'une loi ou théorie scientifique hautement confirmée ou corroborée, tandis que la prévision découle d'hypothèses ou de conjectures moins assurées.

## Prévisibilité et prédictibilité
La prévisibilité et la prédictibilité désignent la possibilité que certains événements ou phénomènes soient prévus ou prédits à partir d'une hypothèse ou d'une théorie scientifique et de conditions initiales appropriées.
Le philosophe des sciences Karl Popper a bien mis en évidence les limites que posent de nombreux obstacles à la capacité de la science à prédire l'évolution des phénomènes : manque de prévisibilité en raison de facteurs non déterministes (hasard, loi probabiliste, contingence), d'hypothèses peu assurées, d'ignorance de la loi d'évolution ; manque de prédictibilité en raison de l'imprécision des paramètres (notamment les conditions initiales), complexité d'un phénomène à composantes déterministes.

### Imprévisibilité en physique classique
On distingue les systèmes dits chaotiques qui sont très sensibles aux conditions initiales. L'imprécision dans les mesures et dans le calcul rendent en pratique impossible de connaître l'état futur, qui peut changer complètement avec une variation infime des conditions initiales.
À l'inverse, les systèmes non chaotiques restent prévisible pendant plus longtemps même avec une précision limitée de ces conditions. Il est alors possible de trouver des équations qui donneront une bonne approximation des variables comme la position et la vitesse des corps au cours du temps. Il est également possible de simuler pas à pas le changement des états.
Même dans le cas non chaotique, les mesures ont une précision limitée. La durée de Liapounov exprime de façon indicative la durée de prévision possible. D'autre part, la physique classique est une approximation de la physique quantique. Il n'existe pas de déterminisme absolu, et c'est la notion d'horizon de prédictibilité qui permet de différencier les systèmes selon qu'ils sont stables ou chaotiques.

### Imprévisibilité en mécanique quantique
Bien que la fonction d'onde ne soit pas sensible aux conditions initiales de la même manière que dans les systèmes classiques, la mécanique quantique introduit une imprécision intrinsèque.
Le principe d'incertitude établit que pour une particule donnée la vitesse et la position ne peuvent pas être définies simultanément. Nos prédiction alors ne peuvent être que statistiques. D'autre part, les fluctuations quantiques introduisent  des variations aléatoires ce qui rend les systèmes quantiques fondamentalement non déterministes.
De plus, le phénomène de décohérence est aléatoire. Les mesures sur les systèmes quantiques sont donc imprévisibles, ce qui rend les systèmes macroscopiques imprévisibles à long terme. De cela résulte un chaos quantique analogue au chaos classique.

## Types de prévisions
- Prévision d'aérodrome ;
- Prévision des crues ;
- Prévision des cyclones tropicaux ;
- Prévision de la demande ;
- Prévision économique ;
- Prévision des épidémies ;
- Prévision numérique du temps ;
- Prévision météorologique ;
- Prévision des orages violents ;
- Prévision de qualité de l'air ;
- Prévision volcanologique ;
- Prévision de zone pour l'aviation.